# محصص (مقاطعة اشتهارد)
محصص (بالفارسية: مزرعه محصص) هي مستوطنة تقع في قسم بلنغ آباد الريفي (مقاطعة اشتهارد) في إيران. يقدر عدد سكانها بـ 16 نسمة .